# Scenzah
Scenzah (* 22. Juni 1986 in Kasachstan; bürgerlich Sergej Fast) ist ein deutscher Rapper. Er wurde vor allem als Battle-Rapper in der RBA sowie im JBB und JMC bekannt und steht derzeit bei Sun Diegos Label Bikini Bottom Mafia (BBM) unter Vertrag.

## Leben
Scenzah wurde in Kasachstan geboren und zog 1992 als Kind nach Deutschland. Er wohnte zunächst in Moers, später in Würzburg. Mittlerweile wohnt Scenzah wieder in Moers.
Von 2003 bis 2007 trat er in der Reimliga Battle Arena (RBA) als Prince Scenzah an, nahm an insgesamt 29 Battles teil und erspielte sich dort einen recht guten Ruf.
2013 erschien der Freetrack Stripclub mit Kollegah und dessen damaligen Freund Sun Diego. Der Track wurde von 2Bough produziert und machte Scenzah erstmals einem größeren Publikum bekannt. 2014 folgte seine Extended Play Incomplete über das Selbstvermarktungslabel RecordJet.
2015 veröffentlichte Scenzah sein Album Behind the Black Door über das Label Arrogunned. Nach einer kurzen Auszeit kehrte er außerdem zum Battlerap zurück und trat beim JuliensBlogBattle (JBB) an. Im 8tel-Finale schied er gegen den Rapper Casa aus. Außerdem nahm er an der JuliensMusicCypher, einem stärker auf Musik ausgelegten Ableger des JuliensBlogBattles, teil, und erreichte das Viertelfinale, in welchem er knapp ausschied.
2017 erschien das Lied Fame / BBM ist die Gang von Johnny Diggson, bei dem Scenzah neben Juri, Deamon und SpongeBOZZ als Feature-Gast auftritt. Es erreichte Platz 74 der österreichischen Charts.
Auf dem Album Bratans aus Favelas von Juri hat Scenzah sechs Features. Das Album stieg auf Platz 1 der Deutschen und Platz 15 der Schweizer Album-Charts.  Ein Feature auf dem Album hatte er unter anderem auf der Single Bella Ciao von Juri, die Platz 62 der deutschen Single-Charts erreichte.
2023 veröffentlichten Scenzah und Juri gemeinsam das Kollabo-Album Bratans With Attitude.

## Diskografie
Alben
- 2015: Behind the Black Door (Arrogunned)

EPs
- 2009: Immer noch kein Geld EP (Download-EP)
- 2014: Incomplete (RecordJet)

 Kollaboalben
- 2023:  Baratans with Attitude (mit  Juri)

Singles
- 2015: Casablanca (8el-Finale vs. Casa)
- 2015: JBB Bonusbattle vs. Rapido
- 2016: Alles kaputt
- 2016: H-Sohn / Rasse Russe
- 2016: Goldrusse / Bei Nacht (feat. Juri)
- 2016: Big Baba (ft Deamon)
- 2016: Manege frei / Capitán (feat. Juri)
- 2017: Qualifikation (JBB 2018)
- 2018: Rasse Russe
- 2018: Charakter (auf Bratans aus Favelas von Juri)
- 2020: Daimler Emblem (auf Bratans aus Favelas 2 von Juri)
- 2023: B.W.A (mit Juri)

Weitere Lieder
- 2016: Nice Dream (Deamon feat. Scenzah)
- 2016: Fame / BBM ist die Gang (Johnny Diggson  feat. Deamon, Scenzah, Juri & SpongeBOZZ)
- 2018: Bella Ciao (Juri feat. Sun Diego & Scenzah) (auf Bratans aus Favelas von Juri)
- 2018: Bei Nacht (Juri feat. Scenzah)  (auf Bratans aus Favelas von Juri)
- 2018: Freekickerz (Juri feat. Sun Diego & Scenzah) (auf Bratans aus Favelas von Juri)
- 2018: Maria Maria (Sun Diego feat. Scenzah) (auf Bratans aus Favelas von Juri)
- 2020: Donald Trump 2 (Juri feat. Scenzah, Johnny Diggson & Deamon)
- 2020: Red Bottoms (Juri feat. Sun Diego, Mavie & Scenzah; #10 der deutschen Single-Trend-Charts am 31. Juli 2020.[12])  (auf Bratans aus Favelas 2 von Juri)
- 2020: Kojiro Hyuga (Juri feat. Scenzah)  (auf Bratans aus Favelas 2 von Juri)
- 2021: Alles gespeichert (Deamon feat. Scenzah)  (auf Wut stoppen von Deamon)
- 2022: Walk of Fame (Johnny Diggson feat. Scenzah)  (auf Mr. Diggson von Johnny Diggson)